# The Bus
The Bus es un videojuego de simulación de autobuses desarrollado por la compañía alemana TML Studios y distribuido por la también germana Aerosoft. Fue lanzado de manera anticipada a través de Steam para Microsoft Windows el 25 de marzo de 2021.

## Jugabilidad
El simulador tiene conceptos similares a los de la saga Bus Simulator, adelantando algunos detalles que compartiría la entrega Bus Simulator 21, que salió meses más tarde. Ambientado en la ciudad de Berlín (Alemania), presenta una recreación de la capital a escala 1:1, con el que el jugador puede conducir por las mismas calles en realidad y por diversas líneas que recorre la empresa municipal Berliner Verkehrsbetriebe (BVG), encargada de la explotación de los autobuses berlineses, como las numeradas 100, 123, 200, 245 y 300. Además de conducir el autobús, la atención se centra en otras funciones, como la venta de entradas o eventos aleatorios, para crear una experiencia de juego más variada, que puede llevar la jugabilidad a cotas como la contratación de personal, reparación y mantenimiento de flota y desbloquear nuevos buses.

## Desarrollo
The Bus está desarrollado por TML Studios, conocido por las series Tourist Bus Simulator, Fernbus Simulator y World of Subways. La versión de acceso anticipado estuvo disponible para Microsoft Windows el 25 de marzo de 2021. Se desarrolló inicialmente en Unreal Engine 4 y se actualizó al Unreal 5 el 14 de diciembre de 2022. Para 2024 se pensó en desarrollar el modo multijugador.
Lanzado a través de Steam, la primera fase del videojuego tuvieron su jugabilidad usando la línea TXL con varias rutas usándose los modelos Scania Citywide. Como funciones externas, además de la conducción, estaba el embarque y desembarque de pasajeros, venta de billetes, condiciones climáticas, tráfico... Dicha fase finalizó el 14 de diciembre de 2022.
Paralelamente a la Fase 1 se empezó a desarrollar la Fase 2, que mejoró gradualmente la IA de vehículos y pasajeros. En la actualización 1.7 de The Bus, del 28 de octubre de 2021, se agregó la línea 200, que realizaba la ruta de Hertzallee a Michelangelostraße. El 6 de diciembre de ese año, se integró por primera vez en el juego un autobús de dos pisos. A finales de mayo de 2022, siguió el soporte para Steam Deck y la integración de Steam Workshop para los planes operativos. Además, el mapa se amplió para incluir la línea 100 desde el Jardín Zoológico hasta Alexanderplatz. El 15 de septiembre de 2022 siguió la línea 300, que va desde la Philharmonie Süd hasta Warschauer Straße. El 14 de diciembre, The Bus se actualizó a Unreal Engine 5. Al mismo tiempo comenzó la segunda fase de acceso temprano. El 6 de febrero de 2023 se lanzó el editor de modding, con el que era posible integrar nuevos mapas y funciones en el simulador y luego compartirlos a través de Steam Workshop.
Al final de la fase, con cinco líneas de autobús desarrolladas, estaban operativos los modelos Mercedes-Benz eCitaro (sin marca), MAN Lion's City DD y VDL Citea LLE & SLFA.
En 2023 se empezó a desarrollar la Fase 3, que se actualizó con el modo carrera, con el que se podía crear una empresa de autobús por el jugador, con la compraventa de vehículos, contratación de personal... Esto vino acompañado del lanzamiento de los modelos de la marca Solaris, con los Urbino. El 4 de junio de ese año, se anunció un DLC ambientado en la ciudad de Hamburgo, con las líneas 6 y 17 de Hamburger Hochbahn. En agosto, como parte de una actualización, se añadió la línea 123 desde la estación de tren en Siemensstadt hasta Mäckeritzwiesen.

## Flota
La flota de vehículos que aparecen en The Bus son los siguientes:
| Compañía                                         | Modelo                   | Motor     | Fecha de lanzamiento    |
| ------------------------------------------------ | ------------------------ | --------- | ----------------------- |
| Scania                                           | Citywide LF 11m 2D       | Diésel    | 25 de marzo de 2021     |
| Scania                                           | Citywide LF 11m 3D       | Diésel    | 25 de marzo de 2021     |
| Scania                                           | Citywide LF 12m 2D       | Diésel    | 25 de marzo de 2021     |
| Scania                                           | Citywide LF 12m 3D       | Diésel    | 25 de marzo de 2021     |
| Scania                                           | Citywide LF 18m 3D       | Diésel    | 25 de marzo de 2021     |
| Scania                                           | Citywide LF 18m 4D       | Diésel    | 25 de marzo de 2021     |
| MAN                                              | Lion's City A39 (DD)     | Diésel    | 6 de diciembre de 2021  |
| Mercedes-Benz (sin licencia, nombrados eCitybus) | eCitaro 12m 2D           | Eléctrico | 14 de diciembre de 2022 |
| Mercedes-Benz (sin licencia, nombrados eCitybus) | eCitaro 12m 3D           | Eléctrico | 14 de diciembre de 2022 |
| Mercedes-Benz (sin licencia, nombrados eCitybus) | eCitaro 18m 3D           | Eléctrico | 14 de diciembre de 2022 |
| Mercedes-Benz (sin licencia, nombrados eCitybus) | eCitaro 18m 4D           | Eléctrico | 14 de diciembre de 2022 |
| VDL                                              | Citea LLE-99 2D          | Diésel    | 22 de diciembre de 2023 |
| VDL                                              | Citea LLE-120 2D         | Diésel    | 22 de diciembre de 2023 |
| VDL                                              | Citea LLE-120 3D         | Diésel    | 22 de diciembre de 2023 |
| VDL                                              | Citea LLE-127 2D         | Diésel    | 22 de diciembre de 2023 |
| VDL                                              | Citea LLE-127 3D         | Diésel    | 22 de diciembre de 2023 |
| VDL                                              | Citea SLFA-180 3D        | Eléctrico | TBA                     |
| VDL                                              | Citea SLFA-180 4D        | Eléctrico | TBA                     |
| Solaris                                          | Urbino 12 IV Electric 2D | Eléctrico | TBA (fase 3)            |
| Solaris                                          | Urbino 12 IV Electric 3D | Eléctrico | TBA (fase 3)            |
| Solaris                                          | Urbino 18 IV Electric 3D | Eléctrico | TBA (fase 3)            |
| Solaris                                          | Urbino 18 IV Electric 4D | Eléctrico | TBA (fase 3)            |

## Recepción
Según el sitio web de Golem.de, la simulación concede gran importancia a la credibilidad y a un mundo de juego recreado de forma auténtica. Los gráficos parecen ricos en detalles y la iluminación del entorno es realista. Los extractos mostrados de antemano parecen "algunos niveles mejores" que productos comparables. En su perfil de Steam, cuenta con más de 4 000 reseñas de usuarios, los cuáles, son "en su mayoría positivas". The Bus recibió el Premio Alemán de Desarrollador 2021 en la categoría "Más buscado".